# Ahab (banda)
Ahab es una banda alemana de funeral doom, formada en 2004 por los exguitarristas de Midnattsol Christian Hector y Daniel Droste, y por el exguitarrista de Endzeit, Stephan Adolph. Las letras de la banda y, en particular, del primer disco, están basadas en la historia de Herman Melville, Moby Dick, en la que Ahab busca vengarse de la ballena blanca.

## Historia
Cerca del final de 2004, con una canción ya escrita, Christian Hector y Daniel Droste decidieron formar una banda. El bajista Stephan Adolph pronto se unió a la alineación, y poco después, con la ayuda de Cornelius Althammer como baterista de sesión, la banda grabó su primer sencillo, The Stream. El 15 de abril de 2005, después de varios meses de ensayos, fue publicado el primer demo de la banda, The Oath. Se trataba de una edición limitada a 30 copias numeradas a mano, y contenía la primera canción de la banda, The Stream, así como dos nuevas canciones y una pista de outro. Casi un año y medio más tarde, The Call of the Wretched Sea, su primer álbum de larga duración fue lanzado por Napalm Records.
Tras ese lanzamiento, la banda recorrió extensamente Europa. En 2008, poco después de tocar en el Summer Breeze Open Air festival de metal en Dinkelsbühl, Alemania , el bajista Stephan Adolph dejó la banda debido a "diferencias personales". Rápidamente fue reemplazado por Stephan Wandernoth, miembro de Dead Sleeper Peas a la que también pertenecía el baterista, Cornelius. En agosto, Christian Hector reveló en una entrevista que el trabajo de composición del siguiente álbum de la banda había comenzado. Sin embargo, a partir del momento del anuncio se había escrito sólo una canción, y no había fechas definidas se les dio para un lanzamiento. El álbum se tituló The Divinity of Oceans, con fechas de lanzamiento el 22 de julio de 2009 para Finlandia y España; 24 de julio para Alemania, Austria, Suiza, Francia, Italia y Suecia; 27 de julio para el resto de Europa; y 28 de julio para Canadá y Estados Unidos.
El 11 de noviembre de 2010 se anunció en el sitio web oficial de la banda que la banda estaba "de vuelta en la sala de ensayo para trabajar sobre nuevas ideas". En abril de 2012, Ahab anunció el lanzamiento de su tercer álbum de estudio, titulado The Giant, avanzado el año. Con el anuncio de la banda reveló lo que sería el arte gráfico y la lista de canciones de The Giant.
Ahab lanzó su álbum más reciente, The Boats of the Glen Carrig, el 28 de agosto de 2015. Es un álbum conceptual basado en la novela del mismo nombre de William Hope Hodgson.
Hasta la fecha, Ahab ha lanzado cuatro álbumes de estudio y ha actuado en toda Europa. Hoy en día la banda cuenta con el respaldo de varios fabricantes de equipos musicales, incluidos Framus Guitars, Laboga Guitar Amplifiers, Neunaber Audio y Agner Drumsticks.

## Miembros
- Daniel Droste - Vocalista, guitarra, teclados.
- Christian Hector - Guitarra
- Stephan Wandernoth - Bajo, voces de apoyo.
- Corny Althammer - Batería

## Antiguos miembros
- Stephan Adolph - Bajo, vocalista, guitarra (2004-2008)

## Discografía
- The Stream (Demo) - 2004
- The Oath (Demo) - 2005
- The Call of the Wretched Sea - 2006
- The Oath (EP, remasterización) - 2007
- The Divinity of Oceans - 2009 - 24/06/2009 - Napalm Records
- The Giant - 2012
- The Boats Of The Glen Carrig - 2015
- Live Prey (en vivo) - 2020
- The Coral Tombs - 2023